# Gouvernement Mujica
Le gouvernement de José Mujica est le gouvernement de l'Uruguay qui succède le 1er mars 2010, au gouvernement Vázquez, également du Front large (coalition de gauche). Sa composition a été fixée dès décembre 2009, les négociations au sein du Front large ayant été rapides,,. La composition du gouvernement s'est ainsi faite en coordination avec le Commandement central du Front large.
Les ministres du Front Líber Seregni (FLS, l'autre grande composante du Front large à côté de l'Espace 609 auquel appartenait jusqu'à peu Mujica) ont été désignés par le vice-président Danilo Astori, qui dirige celui-ci .

## Composition
| Ministère                                                                     | Nom                    | Parti                                                                                        | Période                       |
| ----------------------------------------------------------------------------- | ---------------------- | -------------------------------------------------------------------------------------------- | ----------------------------- |
| Président                                                                     | José Mujica            | Indépendant-Front large (ex-membre du Mouvement de participation populaire (MPP)-Espace 609) | 2010                          |
| Vice-président                                                                | Danilo Astori          | Assemblée Uruguay-Front Líber Seregni (FLS)                                                  | 2010                          |
| Ministre de l'Intérieur                                                       | Eduardo Bonomi         | MPP-Espace 609                                                                               | 2010                          |
| Sous-secrétaire de l'Intérieur                                                | Jorge Vázquez Rosas    |                                                                                              | 2010                          |
| Ministre de la Défense nationale                                              | Luis Rosadilla         | CAP-L                                                                                        | 2010                          |
| Sous-secrétaire de la Défense nationale                                       | Gabriel Castellá       | Espace 609                                                                                   | 2010                          |
| Ministre des Relations extérieures                                            | Luis Almagro           | MPP-Espace 609                                                                               | 2010                          |
| Sous-secrétaire des Relations extérieures                                     | Roberto Conde          | Parti socialiste (PS)-Espace 90                                                              | 2010                          |
| Ministre de l'Économie et des Finances                                        | Fernando Lorenzo       | Nouvel Espace-FLS                                                                            | 2010                          |
| Sous-secrétaire de l'Économie et des Finances                                 | Pedro Buonomo          | Espace 609                                                                                   | 2010                          |
| Ministre de l'Éducation et de la Culture                                      | Ricardo Ehrlich        | MPP-Espace 609                                                                               | 2010                          |
| Ministre de la Santé publique                                                 | Daniel Olesker         | PS-Espace 90                                                                                 | 2010                          |
| Sous-secrétaire de la Santé                                                   | Jorge Venegas          | Parti communiste de l'Uruguay (PCU)                                                          | 2010                          |
| Ministre du Travail et de la Sécurité sociale                                 | Eduardo Brenta         | Axe artiguiste                                                                               | 2010                          |
| Sous-secrétaire du Travail et de la Sécurité sociale                          | Nelson Loustaunau      |                                                                                              | 2010                          |
| Ministre du Logement, de l'Aménagement territorial et de l'Environnement      | Graciela Muslera       | MPP-Espace 609                                                                               | 2010                          |
| Sous-secrétaire au Logement, à l'Aménagement territorial et à l'Environnement | Jorge Vivienda         | Assemblée Uruguay-FLS                                                                        | 2010                          |
| Ministre de l'Élevage, de l'Agriculture et de la Pêche                        | Tabaré Aguerre         | Indépendant                                                                                  | 2010                          |
| Sous-secrétaire à l'Elevage, à l'Agriculture et à la Pêche                    | Daniel Garín           |                                                                                              | Reconduit dans ses fonctions. |
| Ministre de l'Industrie, de l'Énergie et des Mines                            | Roberto Kreimerman     | PS-Espace 90                                                                                 | 2010                          |
| Ministre des Transports et des Travaux publics                                | Enrique Pintado        | Assemblée Uruguay-FLS                                                                        | 2010                          |
| Sous-secrétaire aux Transports                                                | Pablo Genta            |                                                                                              | 2010                          |
| Ministre du Tourisme et des Sports                                            | Héctor Lescano         | Parti démocrate chrétien-Alliance progressiste-FLS                                           | 2005 (reconduit)              |
| Ministre du Développement Social                                              | Ana María Vignoli (es) | Parti communiste                                                                             | 2010                          |
| Secrétaire de la Présidence                                                   | Alberto Breccia        |                                                                                              | 2010                          |

## Agences gouvernementales et autorités administratives indépendantes
Le gouvernement doit effectuer plus de 2 000 nominations pour les diverses entreprises publiques, agences gouvernementales et autorités administratives indépendantes.
| Agence et fonction                                              | Nom                                                                                 | Parti | Période                            |  |
| --------------------------------------------------------------- | ----------------------------------------------------------------------------------- | ----- | ---------------------------------- |  |
| Directeur de l'Oficina de Planeamiento y Presupuesto (es)       | Gabriel Frugoni                                                                     |       | 2010 ; succède à Martín Dibarboure |  |
| Direction de l'ANCAP (entreprise pétrolière)                    | Direction collective: quatre membres nommés par le Front large, un par l'opposition |       | 2010                               |  |
| Présidence de la Banque centrale de l'Uruguay                   | Mario Bergara                                                                       |       | Reconduit dans ses fonctions       |  |
| Présidence de la Banque de la république orientale de l'Uruguay | Fernando Calloia                                                                    |       | Reconduit dans ses fonctions       |  |
| Présidence de la Banco Hipotecario del Uruguay                  | Jorge Polgar                                                                        |       | Reconduit dans ses fonctions       |  |
| Présidence de la Banque de prévision sociale                    | Ernesto Murro                                                                       |       | Reconduit dans ses fonctions       |  |